# タイム (植物)
タイム（英: thyme）はシソ科イブキジャコウソウ属 (Thymus) の植物の総称で、およそ350種を数える。芳香を持つ多年生植物で、丈が低く草本にみえるが、茎が木化する木本である。6月18日の誕生花。ハーブとしてよく知られる代表種にタチジャコウソウ（学名：Thymus vulgaris）があり、日本ではこの種を一般にタイムと呼んでいる。

## 概要
原産はヨーロッパ、北アフリカ、アジアで、ヨーロッパ南部からアジアの北半球に広く分布する。
樹高15 - 40センチメートルほどの常緑小低木で、ハーブの一種として知られる。多くの種がケモタイプを持つ。日本ではタチジャコウソウ（立麝香草、コモンタイム、T. vulgaris）のことを一般にタイムと呼ぶことが多い。数ある種の中でも、コモンタイム、シトラスタイム（レモンタイム）、ワイルドタイム（ヨウシュイブキジャコウソウ）が代表的な種である。野生種は35種ある。葉に斑が入った種や、レモンやオレンジのような芳香を持つ種など、野生種から選抜した栽培品種もある。
イブキジャコウソウ属（タイム属）は、立性と匍匐性の2タイプに大きく分けることができる。幹は一般的に細く、針金状のものもある。ほとんどの種は常緑で、4 – 20ミリメートルほどの卵形の葉は対をなして全体に並ぶ。すべての種で、春先から初夏にかけて、たくさんの愛らしい花を咲かせる。花は頂部末端に集中し、萼は不均一で、上端は3つに裂け、下部はくぼんでいる。花冠は管状で長さ4 – 10ミリメートル。種類によって花色は異なり、白、ピンク、または紫を基調に、様々な色がある。花が咲く頃に、葉の芳香が一番強くなる。
斑入り葉の園芸品種は、基本種の突然変異で生まれたもので、夏の暑さで先祖返り現象が起きて、元の緑色葉に戻ることがある。

## 種
種類は多数あるが大きく分けると、茎が立ち上がる直立性のアップライトタイム（Upright thymes）と、茎が地表を這う匍匐性のクリーピングタイム（Creeping thymes）に2分できる。直立性のタイムが好む場所は、小径の脇や急斜面のようなところで、匍匐性のタイムは土手や野原の地表を這い、グランドカバーにも適している。
- イブキジャコウソウ（学名：T. quinquecostatus、シノニム：T. serpyllum subsp. quinquecostatus）イブキジャコウソウ

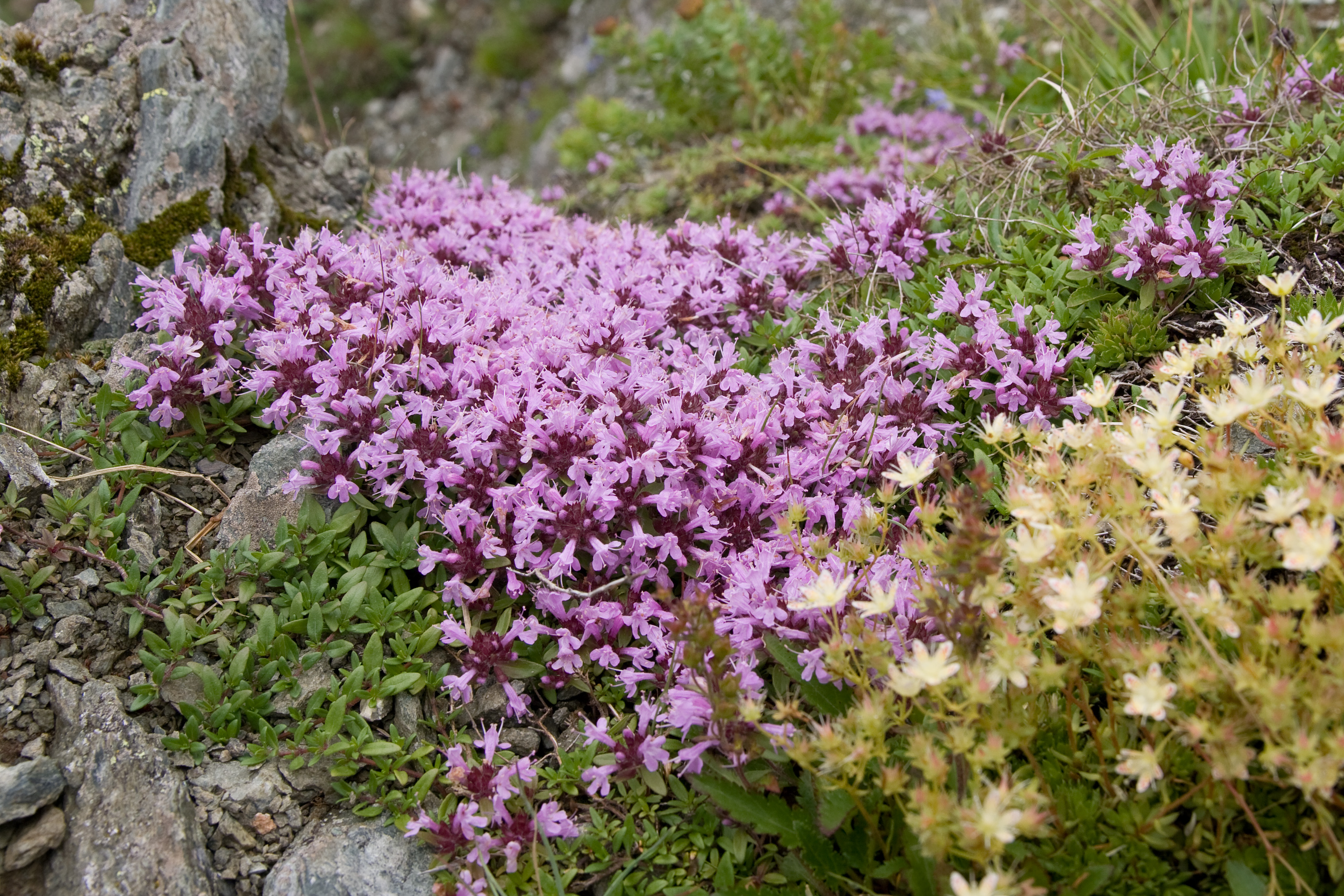
イブキジャコウソウ

日本原産。日本の低山から高山帯の日当たりの良い草地や岩礫地に自生する種で、日本に分布する唯一のタイムである。匍匐性で、葉は菱形、濃いピンク色の花が咲き、強い芳香を持つ[10]。
- オレンジセンテッドタイム（英：Orange-Scented Thyme、学名：Thymes ‘Fragrantissimus’）
立性で高さ30 cm、左右に45 cmに広がる耐寒性の常緑多年草。葉は細く灰色がかった緑色で、スパイシーなオレンジの芳香がある。肉野菜料理やタルトなどの甘味菓子に使われる[8]。
- クリーピングレッドタイム（英：Creeping Red Thyme、学名：Thymes Coccineus Group）
匍匐性で高さは7 cm、地表に1 mほど広がる耐寒性の常緑多年草。夏に紫がかったピンク色の小花を茎先に集まって咲かせる。葉は小さく、濃い緑色で芳香がある[9]。
- コルシカンタイム（学名：Thymus richardii ssp. nitidus）
地中海のシチリア島の原産。立性形のタイムで葉は細く、淡紅色の花を咲かせる[11]。
- タチジャコウソウ（英：タイム、コモンタイム、ガーデンタイム、学名：Thymus vulgaris）
「タイム」といえば一般にこの種を指し[2]、薬や料理用のハーブとして良く用いられ、温かみある強い芳香を持つ[4]。地中海沿岸に分布し、水はけが良く日光の多い場所が生育に適する。立性で、10 - 40センチメートルほどの低い茂みになる。葉は灰緑色で小さい[4]。晩春から初夏にかけて、淡桃色の小花を群がって咲かせる[5]。
  - コンパクトタイム（英：Compact Thyme、学名：T. vulgaris ‘Compactus’）
立性で、高さ広がりとも30 cmになる耐寒性の常緑多年草。夏に淡紅色の花が茎先に集まって咲き、葉は濃い緑色の小さな卵形で、コモンタイムの強い香りがある。ふつうの T. vulhgaris とは、株が小さくまとまっている点で異なるが、風味や薬効は同じである[12]。
  - シルバーポージー（別名：シルバーポジー、シルバータイム、学名：T. vulgris ‘Silver Posie’）
立性で高さ30 cmほど[4]。葉に白斑が入るコモンタイムの園芸品種で、シルバータイムの名でも流通している。薄桃色の花が咲き、コモンタイムに似た芳香を持つ[4]。晩春から緑色の新芽を伸ばし始める[7]。レモンタイムの同名園芸品種もある[5]。
- キャラウェイタイム（学名：Thymus herba-barona）キャラウェイタイム

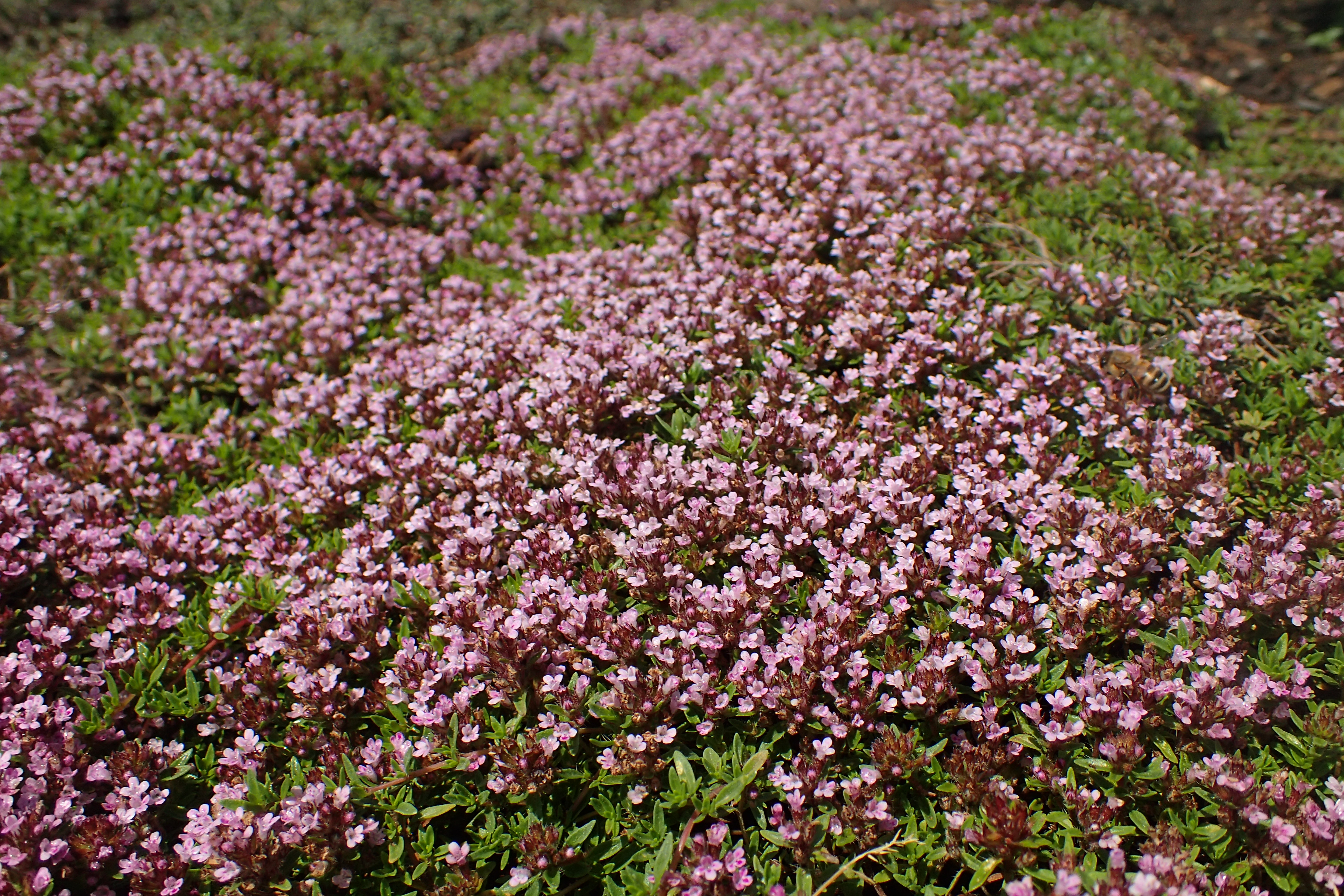
キャラウェイタイム

原産地は地中海のコルシカ島などで、細かい葉をもち、濃いピンクの花が咲く[10]。料理用ハーブや地表植被に利用され、強いキャラウェイの香りを持つ。
- シトラスタイム (citrus thyme, 学名：Thymus x citriodorus (T. pulegioides x T. vulgaris))
コモンタイムとラージタイムの交配種である。料理用ハーブとして一般的で、ゴールデンレモン、シルバークイーン、アーチャーズゴールドなど、カンキツ様の香りを持つ様々な栽培品種が作られている[3]。
  - レモンタイム（学名：Thymus × citriodorus）
立性で、高さは10 - 40センチメートルになり、淡い紫桃色の花を咲かせる[4]。葉は明緑色でレモンのような芳香がある[11]。半耐寒性がある[4]。レモン代わりの風味づけに、料理やティーで利用される[2]。
    - ゴールデンレモンタイム（学名：Thymus × citriodorus cv. ‘Aureus’）ゴールデンレモンタイム

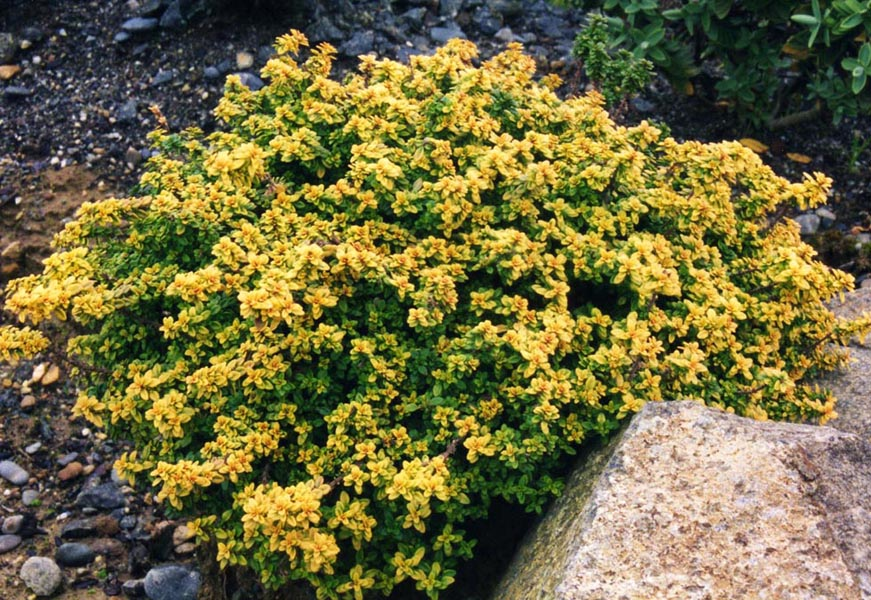
ゴールデンレモンタイム

レモンタイムの園芸品種で、葉に黄色い斑が入る[11]。
    - シルバークイーンタイム（英：Silver Queen Thyme、学名：Thymus × citriodorus ‘Silver Queen’）
立性で、高さ25 cm、左右に45 cmほど広がる耐寒性の常緑多年草。葉は小さい卵形で銀白色の斑が入り、夏にピンク色の小花を茎の先端に集まって咲かせる。葉は強いレモンの香りが立ち、チキンや魚料理と相性が良いといわれている[8]。
- ウーリータイム（woolly thyme, 学名：T. pseudolanuginosus）ウーリータイム

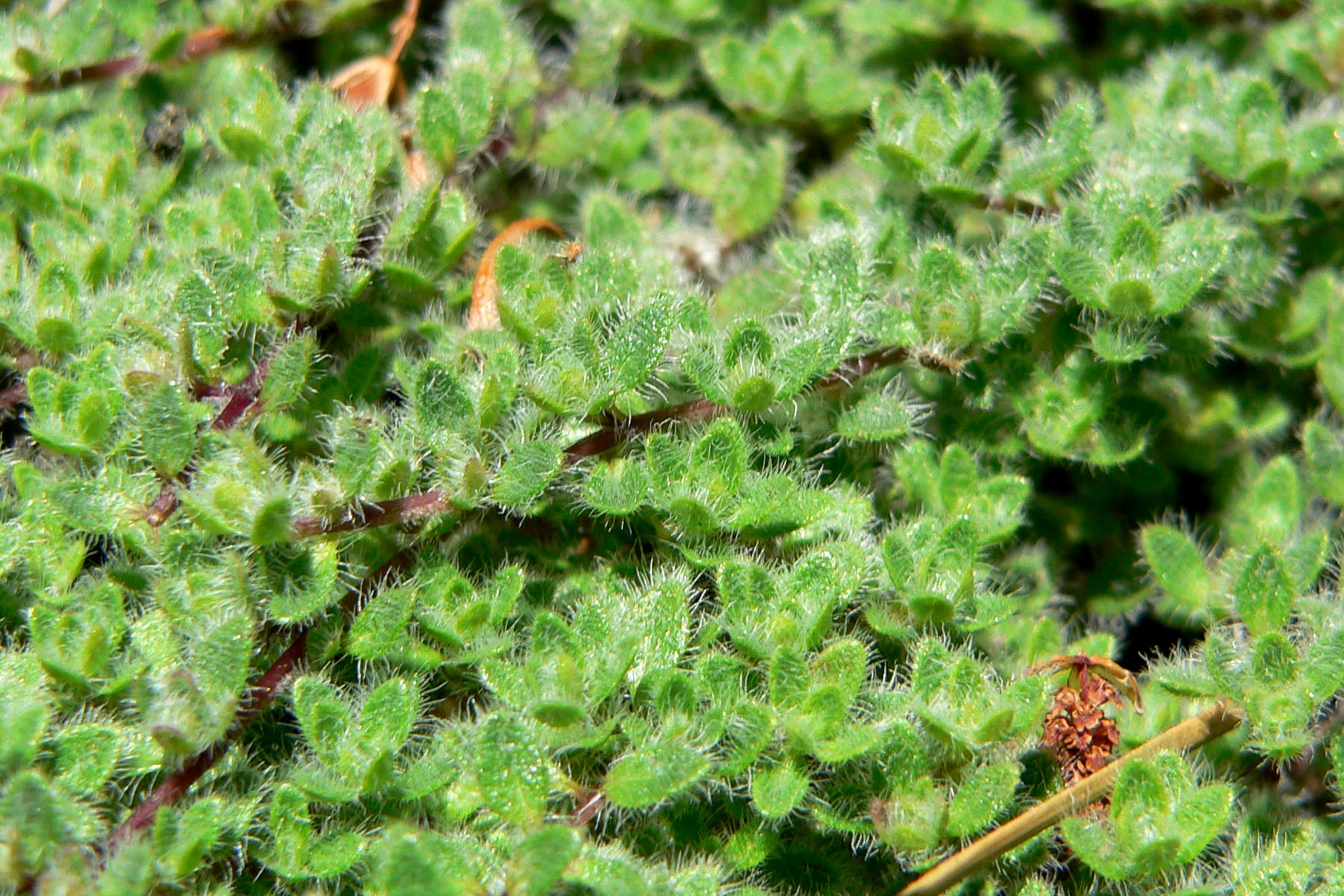
ウーリータイム

料理には使われないが、グラウンドカバー（地表植被）用途に人気がある。
- ドーヌバレー（別名：ドーンバレータイム、学名：Thymus 'Doone Valley'）
匍匐性で高さは10センチメートルほどになり、葉に黄色い斑が入る園芸品種。夏になると黄色い斑がなくなり、涼しくなってから黄色斑が戻る[7]。緑色の枝の方が生育が旺盛[7]。レモンのような強い芳香がある[10]。グラウンドカバーにも利用される[2]。
- フォックスリータイム（Foxley Thyme）
常緑の葉の縁に白い斑が入るのが特徴で、春から夏にピンク色の花を咲かせる[2]。寒くなると葉の色がピンクになる。観賞用に、鉢植えやガーデニング素材としても使われる。
- ブロードリーブドタイム（英：Broad-Leaved Thyme、別名：マザー・オブ・タイム〈Mother of Thyme〉、学名：Thymes pulegioides）
匍匐性で、高さ25cm、地表を45cmほど広がる耐寒性の常緑多年草。茎は若いうちは緑色で、生長すると茶色になる。葉はたくさん生じ、丸みがあり強い香りがある。夏、赤紫色の小花を茎先に集まって咲かせる。葉は料理の風味づけに利用されたり、花壇や壁伝いに植栽される[13]。
- ミノアタイム（英：Minor Thyme、学名：T. serpyllum ‘Minor’）
匍匐性で、高さ1 cm、地表を15 cmほど広がる耐寒性の常緑多年草。葉は濃い緑色で、丈夫なため踏みつけられても生き延びる。花は、日当たりや水はけが良いなどの好条件の土地で育っている場合だけ、夏にピンク色の小花をごく短い花柄の先に咲かせる。グラウンドカバーにも利用できる[13]。
- ヨウシュイブキジャコウソウ（英：ワイルドタイム〈Wild Thyme〉、別名：クリーピングタイム〈Creeping Thyme〉、学名：T. serpyllum）ワイルドタイム（ヨウシュイブキジャコウソウ）

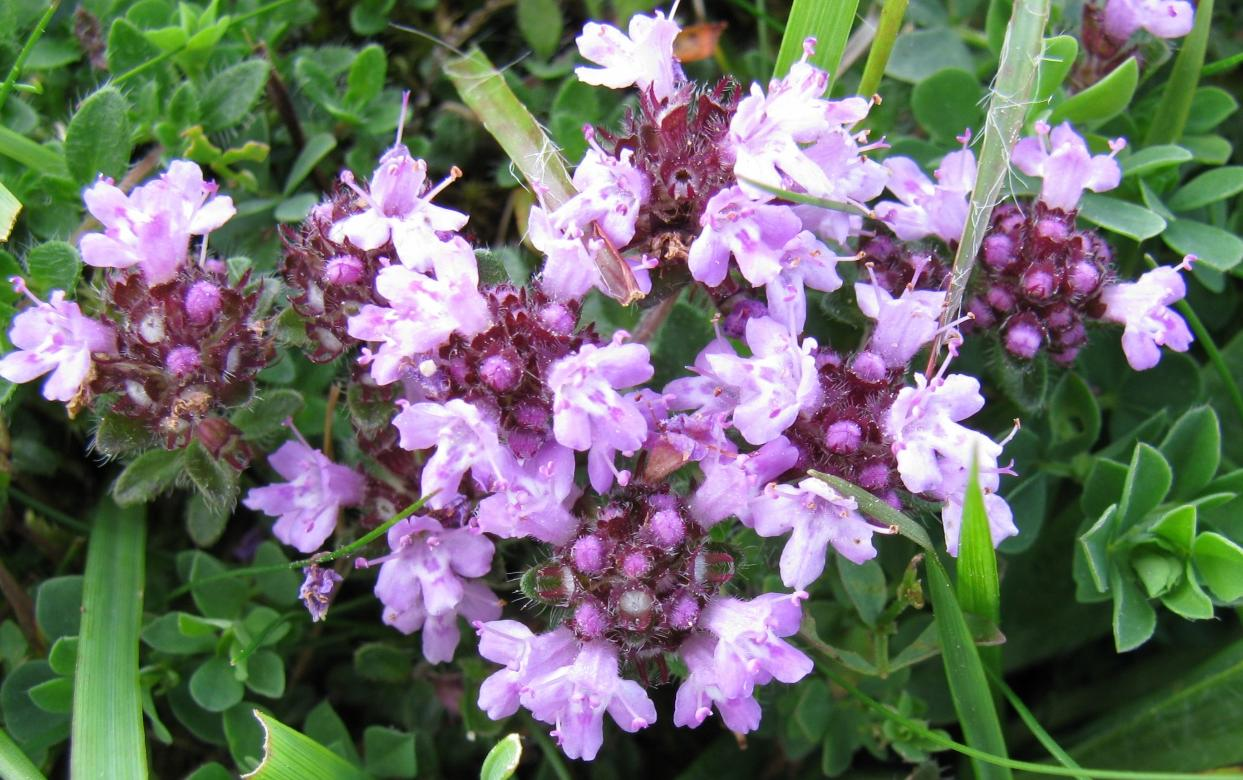
ワイルドタイム（ヨウシュイブキジャコウソウ）

匍匐性で、高さ7 - 10 cmで、1 mほど地面を這って横に広がる耐寒性の常緑多年草[9]。夏に白色、薄桃色、淡紫色、紫色、赤色の小さな花が茎の先端に集まって咲く[4][11][9]。葉は小さく、丸くてつやのある卵形で毛で覆われ、濃緑色で良い香りがある[4][9]。ヨーロッパ北部の原産[4]。特にヨーロッパや北アフリカ、アメリカ合衆国のマサチューセッツ州バークシャー地方（The Berkshires）やニューヨーク州キャッツキル山地（Catskill Mountains）の乾いた岩石がちの地域に広く分布する。イブキジャコウソウ属は全て花蜜を分泌するが、ヨウシュイブキジャコウソウはミツバチや養蜂家にとって重要な蜜源植物であり、蜂蜜はギリシャをはじめとする地中海地方の名産品として良く知られる。グラウンドカバーにも良く用いられる。本種は強い薬効があり、効力が強い家庭用消毒液を作ることができる[9]。
- ロンギコーリスタイム（学名：Thymus longicoris）
匍匐性で地を這って広がり、春に株を埋め尽くすように淡紅色の花を咲かせる。葉は照葉で甘い香りがする。暑さや寒さにも強い[11]。

## 歴史
古代エジプトではミイラを作成する際の防腐剤として使われていたとされる。ギリシャ人は入浴時や神殿で焚く香として使っていた。ヨーロッパへのタイムの浸透は、それらを部屋を清めるのに用いていたローマ人によるものと考えられている。古代ギリシャではタイムは勇気を鼓舞すると信じられており、また、中世には悪夢を防ぎ安眠を助けるようにと枕の下に敷かれた。
中世、持ち主に勇気をもたらすと信じられていたことから、栄誉を称えて、しばしば女性たちは騎士や戦士に蜂とタイムの小枝を刺繍したスカーフの贈り物をした。香料としても用いられ、来世への旅路を確実なものとするために葬儀の際に棺に入れられた。

## 栽培
日当たりのよい場所を好み、水はけや風通しのよい場所、弱アルカリ性の土壌で栽培する。乾燥気味の場所がよく、耐寒性のある種が多いが、高温多湿や日照不足になると枯れてしまう場合がある。栽培する土壌は、園芸用の砂利をすき込んだ赤玉土が主体の用土で育てられる。直立性・匍匐性にかかわらず、春に刈り込むと、香りの強い若葉が出るようになる。また、過湿抑止のために株元の通気をよくする目的で、茎葉が密集してきたら葉を数枚残して短く刈り込むことも行われる。夏の終わりに、株が木質化するのを抑えるために再度刈り込んでおく。
繁殖は他のシソ科のハーブ同様に、挿し木、株分け、取り木で増やしていく。種子から育てることもできるが、種が小さく細かいため、直播きにはあまり向かないと言われているが、一方では園芸用の砂か小麦粉と混ぜておくと、うまく種まきができるとも言われている。覆いをせずに20℃に保っておくと、5 - 10日ほどで発芽する。苗が若いうちは立枯病にかかりやすく、水やりは最小限に控えて病気にならないようにする。挿し木による場合では、晩春に花が咲く前の新しく伸びた枝を切り取って行う。株分けは、冷涼ないし湿潤な地域では春に、温暖・乾燥地域であるならば秋に行うと良いとされる。
直立性のタイムよりも立ち上がらない匍匐性のタイムのほうが育てやすいが、収穫性は直立性のタイムのほうが容易に茎葉を摘み取ることができる。匍匐性よりも立性タイプは高温に耐えられないため、7 - 8月は苗などの植え付けは避けるべきだと言われている。木立性のタイムは、匍匐性に比べるとやや寒さに弱い傾向がある。

## 利用
常緑ハーブで1年を通じて摘み取って収穫できる為、古くからヨーロッパでは薬であるとともに料理のハーブとしても広く利用されてきた。有効成分にチモールが含まれ、強い防腐・抗菌作用があることが知られている。料理には直立性のタイムが主に使われ、種によって香りも風味も様々である。匍匐性のタイムも直立性タイムと同様に利用できるが、地を這って生長している為、摘み取って収穫する際に労力を要する。

### 料理
料理には、やわらかい枝の先端や葉だけを利用する。特に料理向きとされる種は、葉が肉厚のコモンタイム（タチジャコウソウ）と、柑橘系の香りがするレモンタイムなどが挙げられている。殺菌・防腐効果が強く、肉料理、スープ、シチュー、マリネの香り付けにしばしば使われる。加熱しても風味が落ちにくく、煮込み料理などの加熱調理にも使われる。フランス料理ではブーケガルニやエルブ・ド・プロヴァンスに欠かせない食材の1つで、ブーケガルニに使われているのは直立性タイムのほうである。ケイジャン料理やカリブ料理にも広く用いられる。また、中東（マシュリク）の香味料「ザアタル」 (za'atar) の重要な成分である。また、ソーセージやサラミ、塩漬けの肉などの保存食にも用いられる。
タイムの葉はピリッとした風味で、肉類など脂肪の多い食品の分解を助け、消化を促進してくれる効果がある。強い消毒作用は、タイムで煎れたハーブティーを飲めば、二日酔いやのどの痛みに効くと言われている。生であれ加熱調理後であれ、α-アミラーゼ、α-グルコシダーゼのいずれに対して、顕著な阻害作用を示し、糖尿病予防への可能性が示唆された。

### 薬効
タイムの精油の主成分はチモールとカルバクロールであり、その他シモール、シネオール、リナロール、モノテルペン、トリテルペン、フラボノイド、またローズマリー酸などのタンニンや、抗酸化剤としてはたらくビフェニルを含む。チモールは、殺菌効果や強壮作用があり、気管支系の病気によいとされている。
ハーブティーとして古くから飲まれていて、ニコラス・カルペパーは、悪夢にうなされる人に効くと書き残している。神経性の病気に良いという説がある。また、タイムから抽出されたエッセンシャルオイルは、消毒薬、歯磨き粉、うがい薬、石けんの香料などにも使われている。
かつて、タイムはデザイナーフーズ計画のピラミッドで3群に属しており、3群の中でも、ハッカ、オレガノ、キュウリ、アサツキと共に3群の中位に属するが、癌予防効果のある食材であると位置づけられていた。

## 昆虫の食草
タイムはキバガ科の Chionodes distinctella（Zeller）や ツツミノガ科 Coleophora 属の C. lixella Zeller, C. niveicostella Zeller, C. serpylletorum Hering および C. struella Staudinger などのガの幼虫の食草である。最後の3種はタイムのみしか摂食しない。